# Віллі Лофтон
Віллі «Пур Бой» Лофтон (англ. Willie «Poor Boy» Lofton, між 1897 та 1905 — після 1950, найімовірніше 1962) — американський довоєнний блюзовий музикант, гітарист, співак і композитор доби раннього, справжнього «кореневого» блюзу.
Вважається одним із найцікавіших і водночас найнедооціненіших послідовників Томмі Джонсона поруч з таким більш відомим учнем і компаньйоном Томмі Дж. як Ішмон Брейсі. Його творчість вирізняється легкістю, ритмічністю, великою гуЧністтю, та помітним мелодійним впливом учителя, проте з унікальним позитивним, настроєм де «сміх крізь сльози» перетворюєтся на «сміх з однією краплиною сльози»; що нехарактерно ні для кондового дельта блюзу «з докері-фарм» (Чарлі Паттон, Віллі Брауна, Сан Хаус); ні для блюза міста Джексона де жили і грали у клубах згадані вищє Томмі Джонсон і І.Брейсі; а більше схоже на настрій «пьємонського» блюзу особливо Барбекю Боба (Роберт Хікс)

## Біографія
Віллі Лофтон народився, ймовірно, у місті Коупая (Copiah County), штат Міссісіпі, між 1897 і 1905 роками. У 1930-х переїхав до Джексона, де працював перукарем. Приблизно в середині десятиліття повністю переключився на музику, активно виступаючи в місцевих клубах.
Був добре знайомий із Томмі Джонсоном, у чиїй манері виконував низку пісень. Водночас його стиль був м'якшим, більш ритмічним, подекуди майже танцювальним. Віллі Лофтон вважається одним із найкращих учнів Джонсона, хоча його ім'я довгий час залишалося в тіні.

## Записи
Перші студійні сесії відбулися в листопаді 1934 року в Чикаго на студії Vocalion. Лофтон записав вісім пісень (сім сольних і одну з ансамблем), які згодом здобули визнання серед поціновувачів пре-вор блюзу.
Оскільки зазвичай за запис 1 пісні в ті часи автор отримував 30–40 доларів або менше, то відповідно він заробив 240—320 доларів США, що в наш час з урахуванням інфляції в 16–20 разів приблизно дорівнює 3840–7200 доларів.
Пісня It's Killing Me виділяється своїм темпом і структурою, які мають передрок-н-рольні риси. У 1935 році він записав жваву та іронічну композицію Beer Garden Blues разом з ансамблем Willie Lofton Trio, де сам грав на гітарі й співав, а йому акомпанували саксофоніст і піаніст (ймовірно, місцеві музиканти з Чикаго або Джексона, точні імена невідомі, хоча щодо піаніста в дослідників є деякі припущення).
Окрім власних 8 тейків, він, ймовірно, грав на 2-й гітарі ще в 1–2 платівках інших виконавців, але документально це не підтверджено. Тож повна дискографія може варіюватися від 8 до 12 тейків, найімовірніше — 10.
Попри талант і цікаве звучання, його кар'єра не склалася. Існують припущення, що причинами стали відсутність промоції, конкуренція серед блюзменів у Чикаго, а також економічні труднощі доби Великої депресії.
Після 1936 року Лофтон повернувся до Міссісіпі та знову працював перукарем, хоча, можливо, виступав у місцевих клубах — достеменно невідомо.

## Музичний стиль
У Лофтона простежується явний вплив Томмі Джонсона — зокрема характерне фальцетне вокальне тремоло, але більше — складна структура пісень і своєрідна Томмі-Джонсонівська гітарна техніка.
Проте, на відміну від Джонсона чи виконавців із глибокого Півдня, як-от Чарлі Паттон або Сон Хаус, Лофтон був трохи більш «міським» блюзменом: у його музиці помітна легкість, іронія, місцями фривольність (у пісні Beer Garden Blues чутно слова «c'mon guys and sexy girls»), іноді майже святковість.
Це робить його унікальним феноменом серед виконавців дельта-блюзу.

## Доля після музики
Після повернення в рідне місто Лофтон практично зник з радарів. Дані про його подальше життя обмежені. Відомо лише, що він помер після 1950 року (зазвичай вказують 1960 або 1962 рік — зі слів тих, хто його знав).
Жодного особистого фото, окрім студійного, наразі невідомо. Про його особистість відомо небагато — у спогадах сучасників згадується як привітний, небідний чоловік з добрим почуттям гумору. У світлі цього не зовсім зрозуміло, чому він узяв псевдонім «Poor Boy» (Віллі «Бідний Хлопець» Лофтон).

## Спадщина
Сьогодні Віллі Лофтона згадують як одного з найбільш своєрідних представників блюзу 1930-х років. Його записи цінуються колекціонерами, а композиції вивчаються дослідниками стилю Томмі Джонсона як приклад альтернативної, більш мелодійної лінії дельта-блюзу.
У 1990–2000-х роках його пісні неодноразово перевидавалися на збірках пре-вор (pre-war — «довоєнного», також «кореневого» чи «справжнього») блюзу.

## Повна дискографія
(за даними Wirz.de та Discogs)
Сольні записи:
- 1934 — Dark Road Blues
- 1934 — It's Killing Me
- 1934 — Poor Boy Blues
- 1934 — My Mean Baby Blues
- 1934 — Rainy Day Blues
- 1934 — Jake Leg Blues
- 1935 — Dirty Mistreater

У складі Willie Lofton Trio:
- 1935 — Beer Garden Blues
- можливо, також на деяких тейках Канзас Джо (Kanzas Joe) грав ритм-партію